# أدولف كاغي
 أدولف كاغي (بالألمانية: Adolf Kaegi)؛ (30 سبتمبر 1849 باوما, كانتون زيورخ - 14 فبراير 1923 روخليكون ,كانتون زيورخ)، وهو عالم وأكاديمي سويسري في الثقافة والحضارة الهلينية اليونانية والهندية .